# ピアッジーネ
ピアッジーネ（伊: Piaggine）は、イタリア共和国カンパニア州サレルノ県にある、人口約1,300人の基礎自治体（コムーネ）。

## 地理

### 位置・広がり

#### 隣接コムーネ
隣接するコムーネは以下の通り。
- ラウリーノ
- モンテ・サン・ジャーコモ
- サッコ
- サンツァ
- テッジャーノ
- ヴァッレ・デッランジェロ